# Махмуд Зуаби
Махму́д Зуа́би (араб. محمود الزعبي‏‎; 1938 — 21 мая 2000) — сирийский политический деятель, премьер-министр Сирии (1987—2000).

## Биография
Аль-Зуаби родился в клане хасанитов Аль-Зуби, который является суннитской семьёй, в 1935 году в Хирбет Газале, деревне в 75 милях к югу от Дамаска в регионе Хауран.
Махмуд Зуаби был спикером парламента с 1981 года. Сначала был очень близок к президенту Хафезу аль-Асаду, но позже он потерял его поддержку в связи с скандалом вокруг французской авиастроительной компании Airbus.
Зуаби и ряд высокопоставленных министров были официально обвинены в получении незаконных комиссионных порядка 124 миллионов долларов США в связи с покупкой шести пассажирских самолётов Airbus A320 для сирийских арабских авиалиний в 1996 году.
В обвинительном заключении утверждается, что нормальные расходы на самолёты составили 250 млн $, но правительство выплатило 374 миллионов долларов. Три лица, участвующих в сделке, в том числе бывший министр по экономическим вопросам и бывший министр транспорта, были приговорены к десяти годам тюремного заключения.

## Личная жизнь
Аль-Зуаби был женат, у него было трое сыновей и дочь. Его сыновьями были Мифлих, Хаммам и Карим аль-Зуаби.

## Смерть и погребение
В мае 2000 года Зуаби был исключён из партии Баас и заключён под домашний арест. Чтобы избежать суда, он 21 мая 2000 года застрелился из пистолета.
Аль-Зуаби скончался 21 мая 2000 года. Противоречивые сообщения утверждают, что он умер в возрасте 62 или 65 лет. Согласно заявлению Министерства внутренних дел, распространённому официальным сирийским арабским информационным агентством, Аль-Зуаби выстрелил себе в голову в своём доме в Думере под Дамаском. В заявлении говорится, что аль-Зуаби покончил с собой, узнав, что начальник полиции Дамаска пришел к нему домой, чтобы вручить судебное уведомление о необходимости предстать перед следственным судьей для ответа на обвинения в коррупции и других нарушениях, «которые нанесли большой вред национальной экономике». Представитель Министерства внутренних дел заявил, что «наверху был слышен выстрел, и это был выстрел, произведённый Зохби в себя из собственного пистолета на втором этаже своего дома, где находились его жена и дети». Представитель сообщил, что аль-Зуби был срочно доставлен в больницу Мовасат в Дамаске, где позже скончался. Представители больницы заявили, что никто из членов его семьи не сопровождал его в больницу. По словам журналистки Лары Марлоу, в июне 2000 года ходили упорные слухи о том, что Аль-Зуби действительно был убит.
Аль-Зуаби был похоронен на месте своего рождения на юге Сирии. Его отпевание состоялось в провинции Даръа 22 мая 2000 года. На церемонии не было официальных лиц. Источники сообщили, что похороны в Хирбит-Газали, примерно в 100 км к югу от Дамаска, были простой церемонией, на которой присутствовали только близкие члены его семьи и некоторые жители его родного города.